# Jesús de Tavarangue
Les ruines de Jesús de Tavarangue se trouvent dans le département d'Itapúa (Sud-Est du Paraguay). La mission (réduction) de Jesús (plus tard connu comme ‘Jesús de Tavarangue’) était l'une des trente réductions fondées au cours de deux siècles par les Jésuites pour le peuple guarani sur un territoire qui est aujourd'hui partagé entre le Paraguay, l’Argentine et le Brésil. Elles ont été classées au patrimoine mondial culturel de l’UNESCO en 1993. Le village actuel adjacent compte 2 500 habitants.

## Histoire
La mission et ‘réduction de Jesús’ fut initialement fondée en 1685 dans ce qui est aujourd'hui l’Alto Parana près de la rivière Monday (Rio Monday). Le père Jeronimo Delfon en est considéré comme le fondateur. Souvent victimes de raids esclavagistes de bandeirantes (colons portugais) la mission déménagea (avec ses habitants) à plusieurs reprises avant d’arriver à son emplacement actuel en 1760. 
Six ans plus tard, en 1767, les jésuites étaient expulsés d’Espagne et de ses colonies (dont le Paraguay). La construction de la mission et de son imposante église sont restées inachevées. Cette 'mission de Jésus' est la dernière en date fondée par les Jésuites parmi le Guaranis. La réduction aurait compté 3 000 habitants lorsque les Jésuites furent expulsés. 

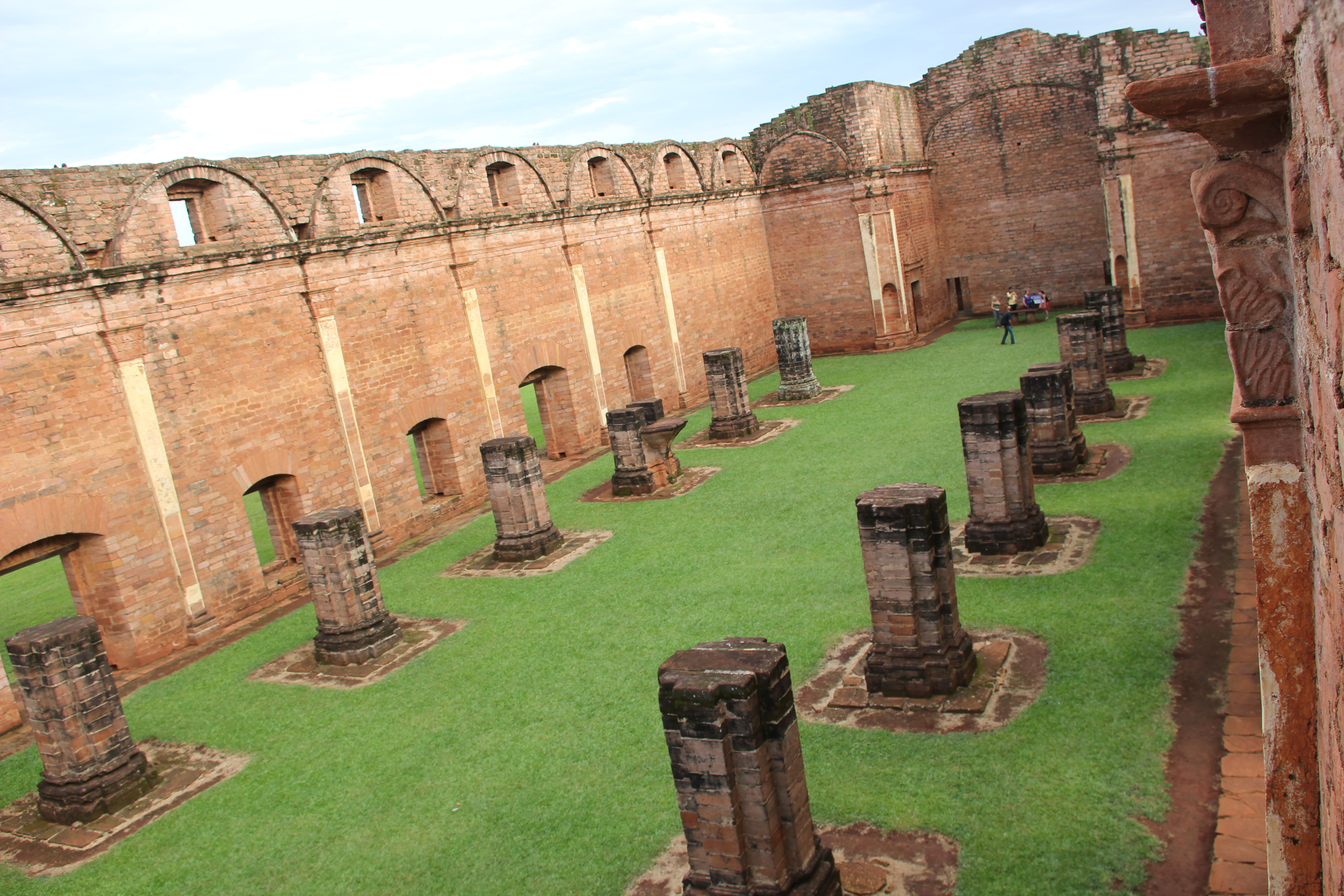
Vue de la nef de l'église

## Description
L’église (en ruines) était en construction et devait avoir les dimensions de l’église Saint-Ignace de Rome. Achevée, elle aurait été un des plus grands édifices religieux de l’époque, avec une longueur de 70 mètres sur 24 de large. D’après les documents disponibles, le frère jésuite catalan José Grimau fut l’architecte et le frère Antonio Forcada (1701-1767) l’artiste-décorateur principal.
Le style architectural, et particulièrement les arches trilobées des portes d’entrée, suggère une influence de l’architecture mudéjare qui fut populaire en Espagne, au XVIe siècle, ce qui la distingue des églises des autres réductions. Au sud, on peut voir les fondations et le premier étage de ce qui devait être le clocher. Les chapiteaux des colonnes murales sont originaux, avec des thèmes tirés de la flore locale plutôt que du classique traditionnel. D’une manière générale, cette dernière église de l’histoire des réductions guaranis signale une évolution architecturale et audace nouvelle. 

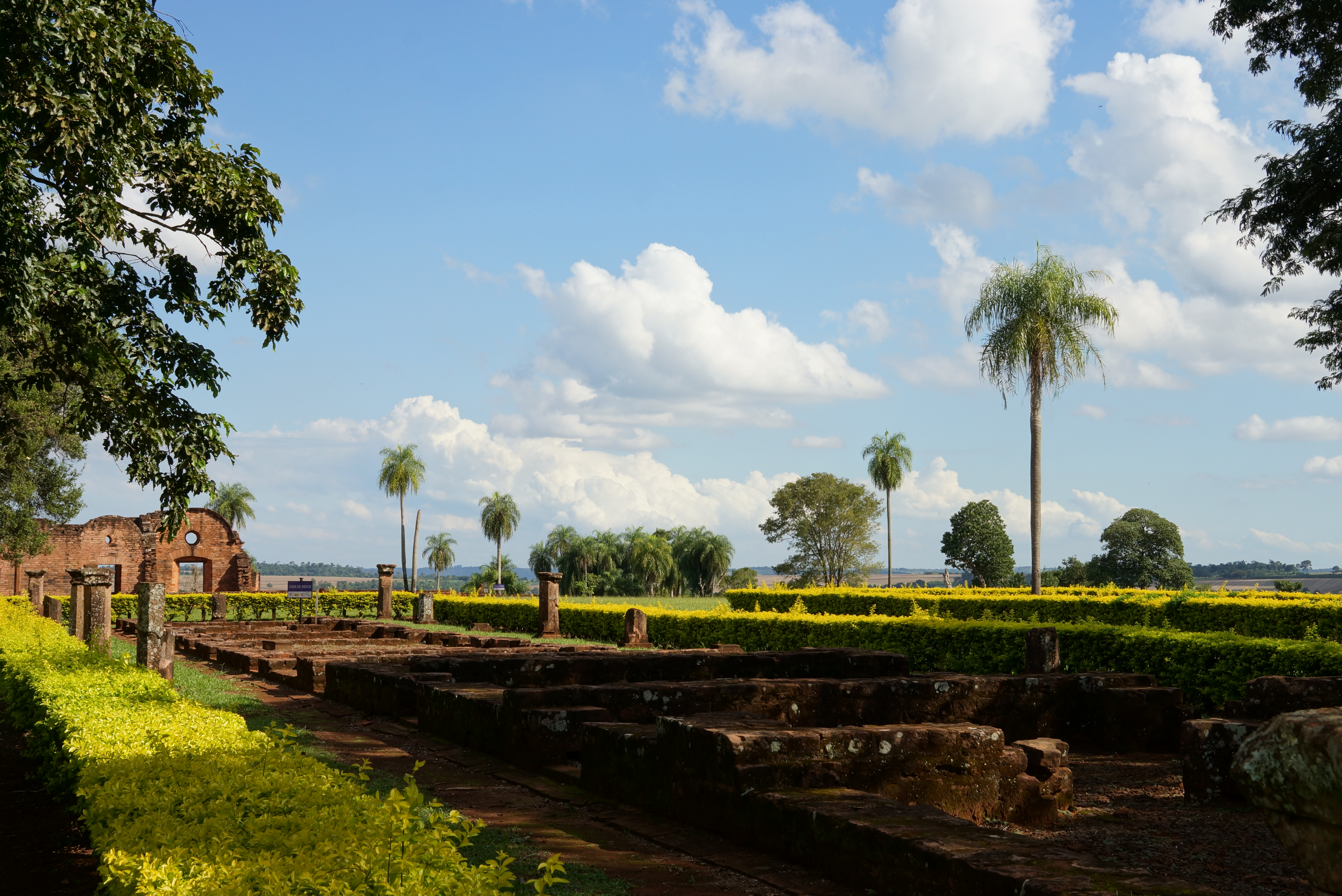
Fondations des maisons indigènes

Avec la mission 'La Santisima Trinidad' del Paraná qui lui est proche (10 kilomètres), Jésus de Tavarangue fut inscrit au patrimoine culturel mondial de l'UNESCO en 1993.